# أليكس مارتينيز (لاعب كرة قدم مواليد 1998)
أليكس مارتينيز هو لاعب كرة قدم أندوري في مركز الهجوم، ولد في 10 أكتوبر 1998 في أندورا لا فيلا في أندورا. لعب مع نادي أندورا لكرة القدم.

## وصلات خارجية
- أليكس مارتينيز (لاعب كرة قدم مواليد 1998) على موقع الاتحاد الدولي (مؤرشف)  (الإنجليزية)
- أليكس مارتينيز (لاعب كرة قدم مواليد 1998) على موقع الاتحاد الأوربي (الإنجليزية)
- أليكس مارتينيز (لاعب كرة قدم مواليد 1998) على موقع قاعدة بيانات كرة القدم.إي يو (الإنجليزية)
- أليكس مارتينيز (لاعب كرة قدم مواليد 1998) على موقع ناشيونال فوتبول تيمز (الإنجليزية)
- أليكس مارتينيز (لاعب كرة قدم مواليد 1998) على موقع Soccerway.com (الإنجليزية)
- أليكس مارتينيز (لاعب كرة قدم مواليد 1998) على موقع عالم كرة القدم.نت (الإنجليزية)